# Nikolaï Goldobine
Nikolaï Sergueïevitch Goldobine - en russe : Николай Сергеевич Голдобин et en anglais : Nikolay Goldobin - (né le 7 octobre 1995 à Moscou en Russie) est un joueur professionnel russe de hockey sur glace. Il évolue au poste d'ailier.

## Biographie

### Carrière en club
Formé au Belye Medvedi Moscou, il évolue en junior au Rousskie Vitiazi dans la MHL en 2011. Il est choisi au premier tour, en 8e position par le Metallourg Novokouznetsk lors du repêchage d'entrée dans la LNH 2012. Il est sélectionné au premier tour, en 36e position de la sélection européenne 2012 de la Ligue canadienne de hockey par le Sting de Sarnia. Il part alors en Amérique du Nord et débute dans la Ligue de hockey de l'Ontario. Il mène les recrues aux chapitres des points et des buts lors de la saison régulière 2012-2013. Il est choisi au premier tour, en 27e position par les Sharks de San José lors du repêchage d'entrée dans la LNH 2014. 
Il passe professionnel en 2014 avec l'IFK Helsinki dans la Liiga puis termine la saison 2014-2015 avec les Sharks de Worcester, club ferme de San José dans la Ligue américaine de hockey. Il joue son premier match dans la Ligue nationale de hockey avec les Sharks de San José le 16 octobre 2015 chez les Devils du New Jersey. Il marque son premier but dans la LNH le lendemain chez les Islanders de New York.
Le 1er mars 2017, il est échangé aux Canucks de Vancouver en retour de Jannik Hansen et d'un choix conditionnel de 4e tour au repêchage de 2017.

### Carrière internationale
Il représente la Russie en sélections jeunes. Il prend part à la Super Serie Subway en 2013.

## Statistiques

### En club
| Saison     | Équipe                  | Ligue      |     | Saison régulière | Saison régulière | Saison régulière | Saison régulière | Saison régulière |   | Séries éliminatoires | Séries éliminatoires | Séries éliminatoires | Séries éliminatoires | Séries éliminatoires |
| Saison     | Équipe                  | Ligue      | PJ  | B                | A                | Pts              | Pun              | PJ               | B | A                    | Pts                  | Pun                  |                      |                      |
| 2011-2012  | Rousskie Vitiazi        | MHL        | 50  | 13               | 9                | 22               | 8                | -                | - | -                    | -                    | -                    |                      |                      |
| 2012-2013  | Sting de Sarnia         | LHO        | 68  | 30               | 38               | 68               | 12               | 4                | 0 | 1                    | 1                    | 0                    |                      |                      |
| 2013-2014  | Sting de Sarnia         | LHO        | 67  | 38               | 56               | 94               | 21               | -                | - | -                    | -                    | -                    |                      |                      |
| 2014-2015  | HIFK                    | Liiga      | 38  | 11               | 10               | 21               | 12               | 8                | 1 | 4                    | 5                    | 2                    |                      |                      |
| 2014-2015  | Sharks de Worcester     | LAH        | 9   | 3                | 2                | 5                | 4                | 4                | 0 | 0                    | 0                    | 0                    |                      |                      |
| 2015-2016  | Barracuda de San José   | LAH        | 60  | 21               | 23               | 44               | 18               | 4                | 2 | 0                    | 2                    | 4                    |                      |                      |
| 2015-2016  | Sharks de San José      | LNH        | 9   | 1                | 1                | 2                | 0                | -                | - | -                    | -                    | -                    |                      |                      |
| 2016-2017  | Barracuda de San José   | LAH        | 46  | 15               | 26               | 41               | 16               | -                | - | -                    | -                    | -                    |                      |                      |
| 2016-2017  | Sharks de San José      | LNH        | 2   | 0                | 0                | 0                | 0                | -                | - | -                    | -                    | -                    |                      |                      |
| 2016-2017  | Canucks de Vancouver    | LNH        | 12  | 3                | 0                | 3                | 0                | -                | - | -                    | -                    | -                    |                      |                      |
| 2016-2017  | Comets d'Utica          | LAH        | 3   | 4                | 0                | 4                | 0                | -                | - | -                    | -                    | -                    |                      |                      |
| 2017-2018  | Comets d'Utica          | LAH        | 30  | 9                | 22               | 31               | 8                | 5                | 0 | 6                    | 6                    | 4                    |                      |                      |
| 2017-2018  | Canucks de Vancouver    | LNH        | 38  | 8                | 6                | 14               | 6                | -                | - | -                    | -                    | -                    |                      |                      |
| 2018-2019  | Canucks de Vancouver    | LNH        | 63  | 7                | 20               | 27               | 18               | -                | - | -                    | -                    | -                    |                      |                      |
| 2019-2020  | Comets d'Utica          | LAH        | 51  | 19               | 31               | 50               | 14               | -                | - | -                    | -                    | -                    |                      |                      |
| 2019-2020  | Canucks de Vancouver    | LNH        | 1   | 0                | 0                | 0                | 0                | -                | - | -                    | -                    | -                    |                      |                      |
| 2020-2021  | HK CSKA Moscou          | KHL        | 21  | 4                | 7                | 11               | 4                | -                | - | -                    | -                    | -                    |                      |                      |
| 2020-2021  | Metallourg Magnitogorsk | KHL        | 19  | 2                | 6                | 8                | 10               | 12               | 5 | 4                    | 9                    | 2                    |                      |                      |
| 2021-2022  | Metallourg Magnitogorsk | KHL        | 42  | 16               | 23               | 39               | 33               | 23               | 8 | 10                   | 18                   | 6                    |                      |                      |
| 2022-2023  | Metallourg Magnitogorsk | KHL        | 59  | 19               | 17               | 36               | 8                | 11               | 2 | 0                    | 2                    | 4                    |                      |                      |
| 2023-2024  | HK Spartak Moscou       | KHL        | 67  | 37               | 41               | 78               | 20               | 11               | 3 | 6                    | 9                    | 8                    |                      |                      |
| 2024-2025  | HK Spartak Moscou       | KHL        | 62  | 21               | 34               | 55               | 16               | 12               | 3 | 9                    | 12                   | 4                    |                      |                      |
| Totaux LNH | Totaux LNH              | Totaux LNH | 125 | 19               | 27               | 46               | 24               | -                | - | -                    | -                    | -                    |                      |                      |

### En équipe nationale
| Année | Équipe     | Compétition                 |   | PJ | B | A | Pts | Pun               |  | Résultat |
| 2015  | Russie U20 | Championnat du monde junior | 7 | 2  | 3 | 5 | 2   | Médaille d'argent |  |          |